# Encyclia oestlundii
Encyclia oestlundii är en orkidéart som först beskrevs av Ames, F.T.Hubb. och Charles Schweinfurth, och fick sitt nu gällande namn av Eric Hágsater och Stermit. Encyclia oestlundii ingår i släktet Encyclia och familjen orkidéer. Inga underarter finns listade i Catalogue of Life.